# Francesco Paglia
Francesco Paglia (Brescia, 6 ottobre 1635 – Brescia, 21 febbraio 1714) è stato un pittore e critico d'arte italiano.

## Biografia
Le corrette date di nascita e di morte di Paglia sono state rese note da Camillo Boselli nel 1964 sulla base di documenti inediti dall'archivio della chiesa di San Giovanni Evangelista, alla cui parrocchia il pittore apparteneva dato che dichiara di abitare in contrada della Pallata (oggi corso Garibaldi) in un estimo del 1685.
Si forma a Bologna nella bottega del Guercino, ma il primo periodo di alunnato è difficilmente ricostruibile. Il Guercino muore nel 1666, quindi la permanenza del Paglia a Bologna è da collocare attorno agli anni 60 del secolo. In questo periodo sono già collocabili alcune opere, tra cui un episodio delle Storie della vita di santa Scolastica per la chiesa di Santa Maria in Organo di Verona. 
La prima opera della produzione bresciana è la pala per la chiesa di Santa Maria della Carità con i Santi Sebastiano, Antonio e Rocco, datata 1672 sul retro. Al 1675 è invece databile l'Assunta per la già citata chiesa di San Giovanni, suo capolavoro e opera più nota in assoluto.
La carriera di Paglia, tuttavia, non resta relegata alla provincia bresciana; grazie agli studi degli ultimi anni, sono emerse opere dell'artista soprattutto in Veneto, come nel caso delle tre pale per il duomo di Candiana, dei primi anni Novanta; Boschini, in una lettera a Leopoldo de' Medici, ricorda Paglia attivo nella chiesa veneziana di San Nicolò al Lido per un intero ciclo di tele, oggi perduto. Inoltre, dall'analisi di molte pagine del "Giardino della Pittura", Paglia dimostra di conoscere direttamente molti dei luoghi che descrive, tra Veneto, Lombardia occidentale, Emilia-Romagna, Italia centrale.
Tra la seconda metà del Seicento e l'inizio del Settecento il Paglia scrive e pubblica, a più riprese e in più edizioni, il Giardino della Pittura, un grande componimento in prosa e poesia combinate. Si tratta di una ponderosa guida redatta in forma dialogica, in cui Poesia e Pittura dialogano e descrivono le opere di Brescia, del Territorio bresciano e del resto d'Italia; ancora oggi si configura come la più importante fonte antica per l'arte Bresciana del Seicento.
Ebbe tre figli, Antonio Paglia, Angelo Paglia ed Eufrasia, tutti pittori.

## Stile
Lo stile di Francesco Paglia si basa, essenzialmente, su ombreggiature insistite su ambienti e soggetti, affiancate da atmosfere cupe illuminate da improvvisi bagliori di luce, con forti chiaroscuri. In questo clima sono calati i personaggi classicheggianti, dalle forme aggraziate e accattivanti. Si ha un generale rinnovamento degli schemi e delle linee base dello stile pittorico locale, che ormai indugiava su temi del tardo manierismo veneto.
La formazione bolognese lascerà sempre un'inconfondibile impronta nella sua produzione: lui stesso si dichiarerà seguace del "Cavaglier da Cento". Come detto, è difficile ricostruire questa sua prima fase artistica, ma una valida traccia è nella pala a lui affidata nelle Storie della vita di santa Scolastica per la chiesa di Santa Maria in Organo di Verona: si tratta di un episodio giovanile, forse ancora di produzione bolognese, fortemente improntato sui modi del maestro, ma innovativo sulle soluzioni luministiche e nell'interpretazione della classicità delle forme, un vero e proprio precedente della sua produzione matura. Il soggiorno di Paglia a Verona, i cui estremi non sono noti con precisione, fu di grande importanza per una prima conoscenza della pittura veneta del Seicento; la pittura veneziana arricchì la base guercinesca di accenti tenebrosi. A Verona, a contatto con le grandi collezioni della nobiltà locale e con le opere letterarie di Francesco Pona, ebbe modo di elaborare alcune idee che sarebbero state utili per la stesura del Giardino della Pittura.
I Santi Sebastiano, Antonio e Rocco della chiesa di Santa Maria della Carità a Brescia, prima opera eseguita in patria, si rivela piuttosto greve nella penombra diffusa, che uniforma e appiattisce i piani di profondità. Scrive però Stefano Fenaroli nel 1877, parlando di un Autoritratto del pittore presente agli Uffizi: "Peccato che abbia alquanto risentito gli effetti del tempo, come avvenne di molti altri suoi lavori per la imprimitura a terra d'ombra ch'egli spesso usava". L'esasperazione dei chiaroscuri del Paglia sono quindi da ricercare, nella maggior parte dei casi, negli effetti del tempo o di restauri poco accorti, che hanno rimosso l'imprimitura.
L'Assunta per la chiesa di San Giovanni mostra una chiara evoluzione dello stile giovanile: al clima pittorico bolognese il Paglia affianca efficacemente la lezione bresciana, indagando in modo analitico nella produzione di inizio Cinquecento dei grandi maestri del Rinascimento bresciano, in linea sicuramente con la stesura del Giardino della Pittura. L'attenzione di Paglia si rivolge non solo a Moretto da Brescia, come nell'Assunta di San Giovanni, ma anche alle scelte luministiche di Giovanni Gerolamo Savoldo, come risulta evidente nella Adorazione dei pastori alla Pinacoteca Tosio Martinengo di Brescia; in quest'opera, l'uso del lume artificiale e l'atmosfera sospesa richiamano alcuni momenti dell'arte del grande pittore del secolo precedente (la tela Adorazione dei pastori già nella chiesa di San Barnaba e ora nella stessa Pinacoteca Tosio Martinengo).
Pellegrino Antonio Orlandi, nel 1704, lo definisce "letterato, galante, virtuoso e compito pittore".
Il Paglia gode di una certa fama anche come ritrattista, erede della grande tradizione bresciana nella pittura di questo genere, anche se tale aspetto della sua produzione rimane ancora poco conosciuto a causa del poco materiale giunto fino a noi o noto alla critica.

## Opere

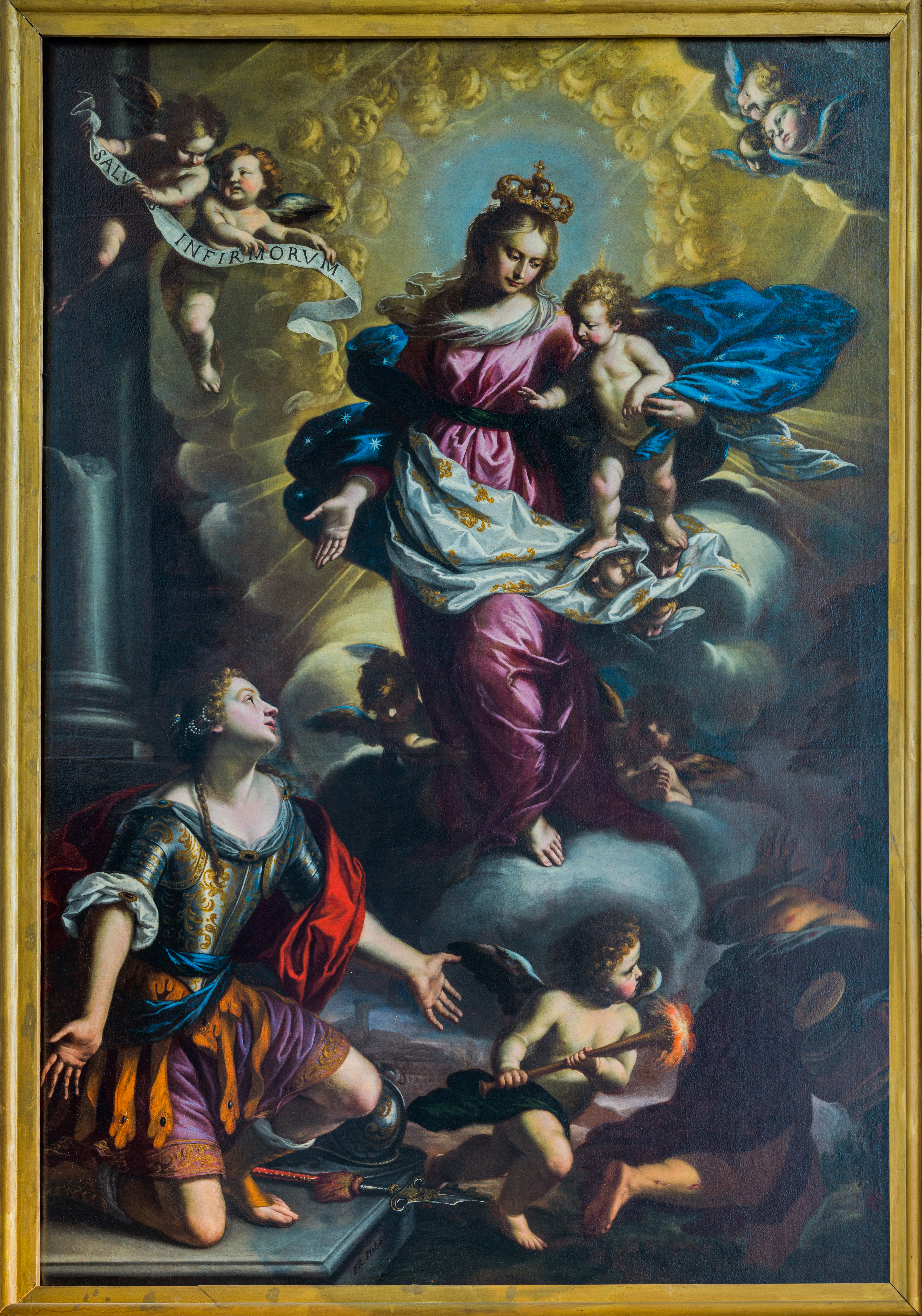
Francesco Paglia, Brescia supplica la Madonna della Salute

Francesco Paglia è l'autore di numerosissime opere pittoriche, consistenti in tele e affreschi, conservate soprattutto nelle chiese di Brescia e in varie collezioni private.
- Episodio delle Storie della vita di santa Scolastica, anni 60 del Seicento, chiesa di Santa Maria in Organo, Verona
- Santi Sebastiano, Antonio e Rocco, 1672, chiesa di Santa Maria della Carità, Brescia
- Assunta, 1675, chiesa di San Giovanni Evangelista, Brescia
- Autoritratto, Galleria degli Uffizi, Firenze
- Martirio di santa Caterina, collezione privata, Zagabria
- Affreschi in Palazzo Fogaccia, 1669, Clusone
- Madonna del libro, San Paolo, San Bartolomeo, San Tommaso, chiesa di Santa Maria delle Grazie, Brescia
- Madonna col Bambino tra san Felice e san Diego, chiesa di San Francesco d'Assisi, Brescia
- San Gerolamo e l'angelo, Candiana, duomo di San Michele
- Re Davide e l'angelo, Candiana, Duomo di San Michele
- L'arcangelo Michele caccia Lucifero, Candiana, Duomo di San Michele
- Il banchetto di Baldassarre, Brescia, collezione privata
- La Madonna col Bambino e santa Caterina da Siena, Brescia, pinacoteca Tosio Martinengo.
- Ritratto di gentiluomo, Brescia, Pinacoteca Tosio Martinengo
- Quattro Allegorie dell'Amore, Brescia, Pinacoteca Tosio Martinengo
- L'adorazione dei pastori, Brescia, Pinacoteca Tosio Martinengo
- Natività di san Giovanni battista chiesa di San Giovanni Battista a Zone
- Brescia supplica la Vergine di intercedere per liberare la città dalla peste Duomo nuovo di Brescia
- Ascensione di Gesù, chiesa di San Marco a Gardone Val Trompia
- San Carlo e Santa Caterina di Alessandria con la Sacra Famiglia, chiesa di San Carlo Borromeo a Gardone Val Trompia.

Fondamentale è il Giardino della Pittura, testo ricco di preziosissime testimonianze per la ricostruzione degli antichi patrimoni pittorici delle chiese bresciane e del territorio, spesso alterati o dispersi in seguito.